# کبوتردریایی دودی
کبوتردریایی دودی (نام علمی: Puffinus griseus) نام یک گونه از سرده کبوتردریایی‌های آب‌شکاف است.
طولانی‌ترین مسافت کوچ در میان پرندگان برای کبوتردریایی دودی است که با پیمودن مسیری برابر ۶۴٬۰۰۰ از آشیانه خود در نیوزیلند و شیلی برای تابستان‌گذرانی به شمال اقیانوس آرام در ژاپن، آلاسکا، و کالیفرنیا می‌رود.